# Dorin N. Poenaru
Dorin Mircea Stelian Poenaru, né le 9 avril 1936, à Suiug, Bihor, est un physicien nucléaire et ingénieur roumain. Il a contribué à la théorie de la radioactivité des particules lourdes et de la radioactivité de clusters.

## Éducation
D.N. Poenaru a fait ses études secondaires au collège national Emanuil Gojdu à Oradea où  il a reçu son diplôme en 1953, puis il a étudié à la faculté d'électronique et de télécommunications de l'université polytechnique de Bucarest dont il sort diplômé en 1958. En 1971, il a reçu une deuxième diplôme en physique théorique de l'université de Bucarest tout en travaillant comme ingénieur à l'Institut de physique atomique (IFA) de l'Académie roumaine, à Magurele près de Bucarest.
Il a reçu son doctorat en électronique nucléaire de l'université polytechnique en 1968 et un second doctorat en physique théorique de l'Institut central de physique Bucarest en 1980.

## Carrière académique
De 1958 à 1962, il est ingénieur électronicien à l'Institut de physique atomique (IFA) de l'Académie roumaine, à Magurele près de Bucarest, et y devient ingénieur principal de 1962 à 1969.
Il est par ailleurs, à temps partiel, assistant à la faculté d'électronique de l' université polytechnique de Bucarest, où il anime des séminaires de radio-électronique entre 1966 et 1968.
De 1969 à 1977, il est chercheur principal 3e degréà l'IFA, à Magurele, puis de 1977 à 1990, à l'Institut de physique et d'ingénierie Nucléaire (IFIN - ancien IFA réorganisé), à Magurele.
De 1981 à 1986, à temps partiel, il est maître de conférences à la Faculté de Physique de l'université de Bucarest (structure nucléaire et réaction nucléaires).
De 1990 à 1996, il est chercheur principal 1er degré, la position la plus élevée dans la recherche scientifique roumaine (équivalent à une position de professeur d'université) à Magurele. 
Depuis 1996, il est chercheur principal 1er degré, à l'Institut national de physique et d'ingénierie nucléaire Horia Hulubei (IFIN-HH), l'ancien IFIN réorganisé ; il supervise aussi des doctorats (professeur agrégé, Faculté de Physique, Université de Bucarest), depuis 1990. De 1996 à 2000, il est Directeur scientifique du IFIN-HH, le plus grand institut de recherche roumain.

## Direction scientifique
Professeur Poenaru a organisé les colloques internationaux « Progrès dans la physique nucléaire »,  célébrant le 50e anniversaire de  l'IFIN-HH, à Bucarest en 1999, et « Noyaux loin de la stabilité et de l'astrophysique »,  à Predeal, OTAN Advanced Study Institute, en 2000.
D.N. Poenaru a été nommé l'un des reviewers les plus appréciés de l'année 2010 et 2012 par les éditeurs d'Elsevier et Nuclear Physics. Les autres journaux pour lesquels il a fait des rapports incluent Physical Review Letters, Physical Review C, Journal of Physics G : Nuclear and Particle Physics et la Revue canadienne de physique.
Il a été membre du conseil scientifique de JINR, Dubna en 1996-1997.
Poenaru a été le projet manager du Centre d'excellence IDRANAP (Recherche interdisciplinaire et applications basées sur la physique nucléaire et atomique), de la FP5 de l'Union européenne, sélectionné en 2000 par la Commission européenne parmi les 34 propositions retenues sur un total de 185 applications de 11 pays.

## Réalisations scientifiques
L'ingénieur Poenaru a conçu et construit environ 15 instruments électroniques, y compris un compteur des taux pour des applications industrielles, un système de télévision en circuit fermé utilisé pour le cyclotron, un circuit de commutation pour photomultiplicateurs, un amplificateur sensible à la charge à faible bruit et un générateur d'impulsions de grande précision pour un spectromètre à détecteur semi-conducteur. Il a développé la théorie de la collection de charge des détecteurs semi-conducteurs et la formation d'impulsions de courant ou de tension à l'entrée de l'électronique associée.
Le physicien Poenaru a effectué des expériences sur les réactions nucléaires (par exemple, spectres d'évaporation des neutrons) et l'identification de nouveaux états d'isomère nucléaire de haut spin. Il a expérimenté sur les isomère de fission (par exemple fonction d'excitation, énergies d'excitation, rendement des produits de fission, mesures des temps de vie, les corrélations angulaires).
Le théoricien Poenaru a créé les modèles ASAF et Fission SuperAsymmetrique numérique (NUSAF) utilisées pour montrer que la désintégration alpha peut être considéré un processus de fission froide. Il a développé une nouvelle relation semi-empirique (SemFIS) pour le temps de vie de la désintégration alpha fondée sur la théorie de la fission, en tenant compte des effets de couches.
L'article le plus fréquemment cité dans le domaine de la Radioactivité de clusters est publié en 1980. Les deux suivants ont été publiés en 1984 et 1985.
À partir de 1984, les radioactivités suivantes ont été expérimentalement confirmées : 14C, 20O, 23F, 22,24-26Ne, 28,30Mg et 32,34Si.  Les temps de vie mesurées sont en bon accord avec les prédictions théoriques en utilisant le modèle analytique de la fission superasymétrique (ASAF) développé par Poenaru, W. Greiner, et al.

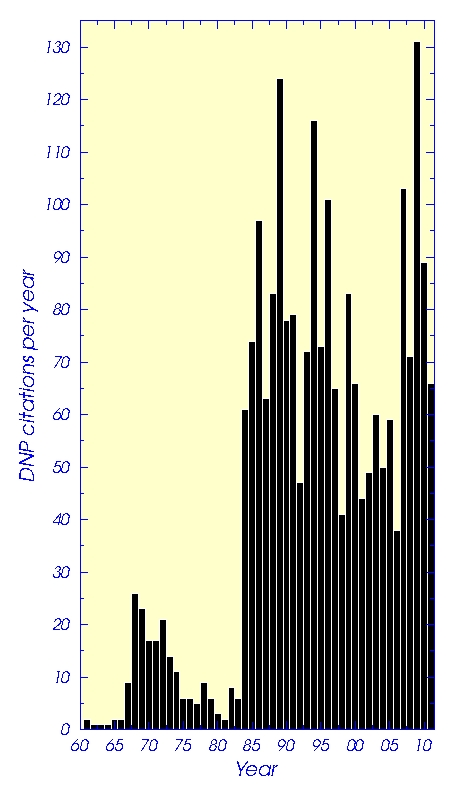

Les citations des articles (voir figure) du D.N. Poenaru et al. sur la radioactivité des particules lourdes ont commencé en 1984 après la première confirmation expérimentale par Rose et Jones (Université Oxford) de la radioactivité 14C du 223Ra.
Le phénomène de la radioactivité des particules lourdes reçu une grande popularité. L'événement a été décrit par les revues scientifiques, y compris La Recherche Nr. 159, Oct. 1984 p. 1300; Science et Vie Nr.  808, janvier 1985, p. 42; Physics Bulletin Vol.  46 Nr.  489, 1985 p. 489, Scientific American Nr.  3, mars 1990 p. 58 (traduit en 9 langues), Europhysics News Nr.  5, septembre-octobre 1996, p. 99 et par des journaux en Allemagne, en Hongrie et en Roumanie.
De nombreux expérimentateurs et théoriciens ont reconnu les contributions de DN Poenaru,,,,,.
Poenaru a continué à étudier activement le domaine. Il a publié dans beaucoup de journaux et de livres, a eu des conférences invitées dans des conférences internationales et parlé aux séminaires internationaux. Lui et ses collègues ont publié des tableaux exhaustifs de demi-vies pour les émissions de cluster utilisés par expérimentateurs et autres théoriciens comme un guide ou une référence. Son modèle ASAF fournit une approche unifiée de fission froide, radioactivité de clusters et désintégration alpha.
La systématique des résultats expérimentaux mis à jour en 2002 soulignent que le fort effet de couches du noyau fille 208Pb n'était pas pleinement exploité, ce qui suggère la nécessité des nouvelles mesures.
En 2006, les formes des barrières de certains modes de désintégration ont été établis en utilisant la méthode macroscopique microscopique. Un émetteur alpha (106Te) était découvert avec une surface d'énergie potentielle à laquelle la vallée alpha peut être vu.
Une étude approfondie de la désintégration alpha des noyaux super-lourds fut réalisée, à la suite de l'identification des nouveaux éléments de l'île de stabilité. Une nouvelle méthode a été développée en fission pour estimer la probabilité de préformation comme une pénétrabilité de partie interne de la barrière.
La façon la plus simple de représenter la systématique des demi-vies de désintégration alpha et Radioactivité de clusters est la courbe universelle (UNIV), log T = f (log P) - une seule ligne droite pour une mode de désintégration donnée, publié en 1990. T est le temps de vie et P est la pénétrabilité. Les trois modèles de fission (ASAF, UNIV, et SemFIS) ont été appliqués pour étudier les modes de désintégration des noyaux super-lourds produits dans les réactions de fusion d'ions lourds au GSI Helmholtz Centre pour Heavy Ion Research Darmstadt, Joint Institute for Nuclear Recherche Dubna, RIKEN au Japon, et Lawrence Livermore National Laboratry, USA.  Pour les numéros atomiques Z > 122 c'est possible d'observer la radioactivité de clusters plus forte que la
désintégration alpha.
Poenaru et al. ont étendu la théorie de la fission binaire aux phénomènes plus complexes tels que la fission ternaire (fission accompagnée par émission de particules) et ils ont prédit la fission multicluster. La fission quaternaire (fission accompagnée par émission de deux-alpha) a été expérimentalement découvert par Goennenwein et al. Pyatkov et Kamanin et al. à Dubna poursuivent des expériences sur la fission ternaire colinéaires.
En 2005, lorsque la mort d'Alexandru Proca était commémorée, Poenaru a diffusé l'information sur ses équations relativistes du champ de mésons vectoriels massif, ainsi que sa vie en Roumanie et en France.
Depuis 2007, la méthode macroscopique-microscopique a été utilisée par Poenaru et al. pour étudier la forme d'équilibre des agrégats atomiques métalliques. Dans ces recherches multidisciplinaires l'oscillateur harmonique hémisphéroïdale - un nouveau modèle en couche déformées, a été développé. Le grand rendement du trimer ionisé (avec deux électrons délocalisés, l'analogue d'une particule alpha) observé dans les expériences sur la fission des clusters métalliques doublement ionisées fut expliqué. Contrairement à la fission des noyaux lourds, dans ce cas, non seulement l'énergie de déformation du modèle de la goutte liquide mais aussi les corrections des couches des deux électrons délocalisés du fragment léger atteint simultanément leur minimum. On a suggéré d'utiliser ce type de mode de fission dans nanotechnologie.

## Collaborations internationales
Depuis 1964, Poenaru a collaboré avec des scientifiques de JINR Dubna, CRN Strasbourg, Institut de Physique Nucléaire d'Orsay, CENBG Bordeaux-Gradignan, Université Vanderbilt (Nashville), Centre Avancé des Recherches Scientifiques de Japan Atomic Energy Research Institut Tokai, Institut für Physik der Theoretische JW Goethe Universität, Francfort, GSI Helmholtz Centre for for Heavy Ion Research Darmstadt et Frankfurt Institute for Advanced Studies.
Au cours de 55 ans d'activité scientifique, il a passé près de 11 ans à l'étranger : 2 mois en Ukraine ; 3 mois en Russie, 3 mois au Japon, 4 mois en USA : 22 mois (un an et 10 mois) en France, et 96,5 mois (8 ans et 0,5 mois) en Allemagne.

## Publications
D. N. Poenaru a publié plus de 189 articles (152 ISI), 123 communications au réunions scientifique internationale (54 conférences invitées, 30 communications orales et 39 séminaires). Les deux premières conférences au cours desquelles les Radioactivité de clusters ont été discutés étaient Varna en 1985 et Kyoto 1988.
Il est coauteur ou coéditeur de 12 livres, cinq en Roumanie et sept aux États-Unis, Allemagne, Angleterre, Pays-Bas et à Singapour.
- Nuclei far from stability and astrophysics, Eds. D. N. Poenaru, H. Rebel, J.  Wentz (Kluwer Academic, Dordrecht, 2001)  (ISBN 0-7923-6936-X).
- Advances in Nuclear Physics (Proceedings of the international symposium fifty years of institutional physics research in Romania), Eds. D. N. Poenaru, S. Stoica (World Scientific, Singapore, 2000)  (ISBN 981-02-4276-X).
- Experimental techniques in nuclear physics, Eds. D. N. Poenaru, W. Greiner (Walter de Gruyter, Berlin, 1997)  (ISBN 3-11-014467-0).
- Nuclear decay modes, Ed. D.N. Poenaru (Institute of Physics Publishing, Bristol, 1996)  (ISBN 0-7503-0338-7).
- Handbook of nuclear properties, Eds. D. N. Poenaru, W. Greiner (Clarendon Press, Oxford, 1996)  (ISBN 0-19-851779-3).
- Particle emission from nuclei. Vol. I: Nuclear Deformation Energy  (ISBN 0-8493-4634-7). Vol. II: Alpha, Proton and Heavy Ion Radioactivities  (ISBN 0-8493-4635-5).  Vol.  III: Fission and Beta-Delayed Decay Modes  (ISBN 0-8493-4636-3). Eds, D.N.  Poenaru, M.S. Ivascu (CRC Press, Boca Raton, 1989).
- Deformation Energy and Nuclear Shape Isomers (in Romanian), Eds. M. Ivascu, D.N. Poenaru (Editura Academiei, Bucharest, 1981).
- D.N. Poenaru, Semiconductor Radiation Detector Waveforms (in Romanian), (Editura Academiei, Bucharest, 1968).
- D.N. Poenaru, N. Vîlcov, Measurement of Nuclear Radiation with Semiconductor Devices (in Romanian), (Editura Academiei, Bucharest, 1967).

## Honneurs
D. N.  Poenaru est inclus avec A. Sandulescu et W. Greiner dans Encyclopædia Britannica  pour les calculs, publié en 1980 indiquant la possibilité d'un nouveau type de désintégration des noyaux: radioactivité des particules lourdes.
On lui a conferé le titre de Deutsche Forschungsgemeinschaft (DFG) MERCATOR Gastprofessur, Frankfurt Institute for Advanced Studies, Johann Wolfgang von Goethe Université en 2009. C'est le plus élevé prix accordée par la DFG chaque année.
En 2009, le Collège National Emanuil Gojdu, Oradea, Roumanie, a fêté son 90e anniversaire. L'activité professionnelle de certaines anciens élèves de ce lycée, y compris le professeur Poenaru, est présentée dans une petite musée appelé le "Livre d'Or". Le laboratoire de physique porte son nom.
Un numéro spécial de la Romanian Reports in Physics (Vol.  59 (2007), n.2) est consacrée
à la 70e anniversaire du professeur Poenaru, avec contributions des scientifiques du monde entier,.
IFIN-HH "Horia Hulubei« Diplôme de Honneur pour contributions exceptionnelles (réalisations de la vie), 2007.
IFIN-HH diplôme de mérite pour l'excellente activité en 2005.
Professeur Adjoint, Université Vanderbilt, Nashville, TN, États-Unis, un mois en 1998, 1999, 2000 et 2002.
Bourse de Japan Society for the Promotion of Science pour travailler au Centre Avancé des Recherches Scientifiques de IJREA Tokai, Ibaraki 2000.
Bourse de Haut Niveau accordée par le ministère de l'Éducation nationale (France), Paris, 1994.
Prix de Créativité Scientifique pour la prédiction des modes de désintégration cluster, Journal Flacara Bucarest, 1988.
Prix Dragomir Hurmuzescu de l'Académie roumaine pour recherches sur la fission isomère nucléaire, 1977.